# Ventilflattern

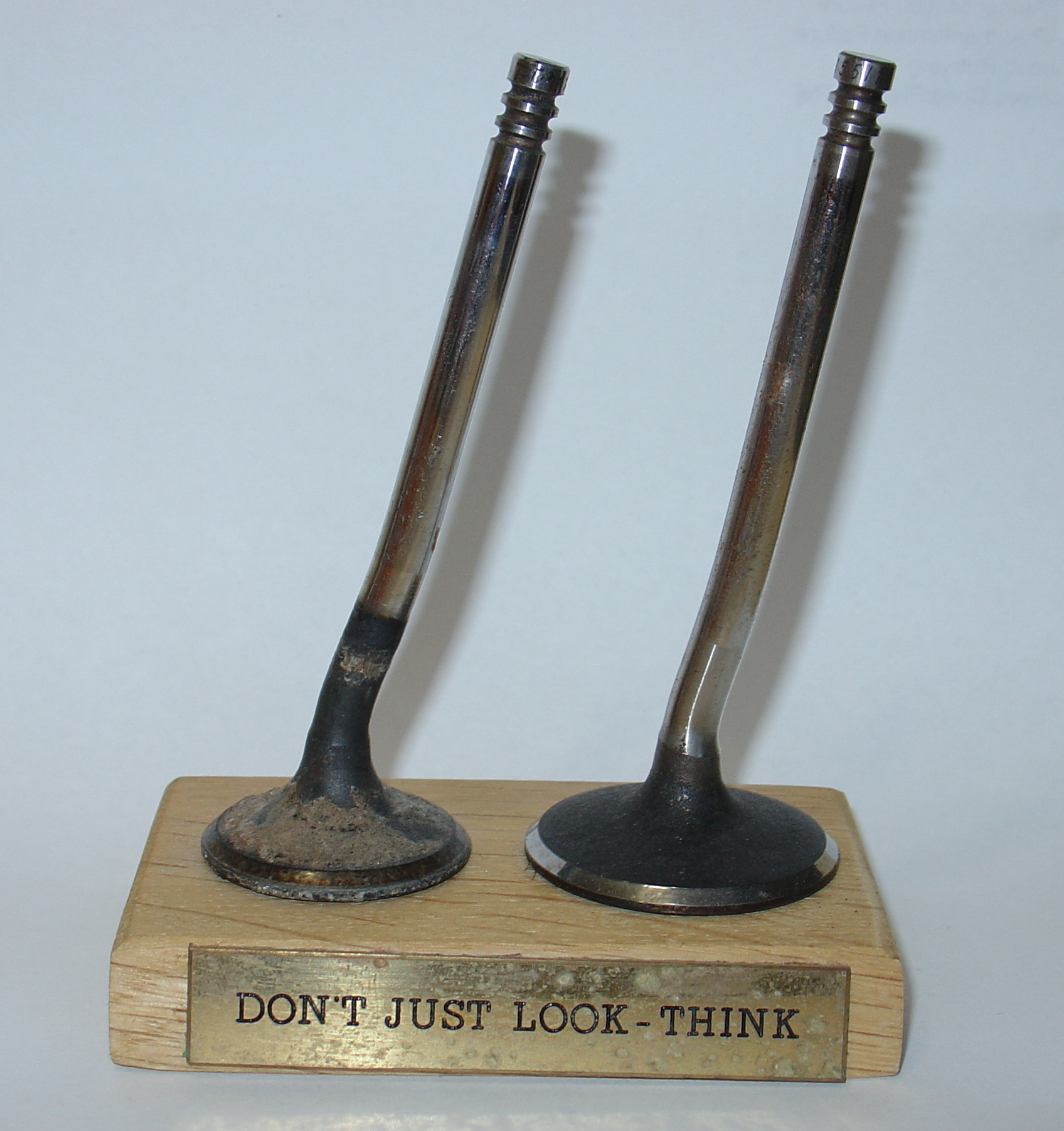
Durch Zahnriemenriss beschädigte Ventile eines Verbrennungsmotors

Ventilflattern bezeichnet bei Viertaktmotoren einen unkontrollierten Betriebszustand, der zum Motorschaden führen kann.
Er kann bei Viertaktmotoren auftreten, die mit einer überhöhten Drehzahl betrieben werden. Im Normalbetrieb wird die Bewegung der Ventile durch die Erhebungskurve der Nocken definiert. Im ansteigenden Teil der Kurve wird das Ventil geöffnet. Die Aufgabe der Ventilfedern ist es, geöffnete Ventile gegen die Massenträgheit wieder in ihre Ventilsitze zurückzudrücken, sobald die Nockenwelle dies zulässt. Bei steigender Drehzahl muss diese Bewegung immer schneller, d. h. mit immer größerer Beschleunigung erfolgen. Ab einer bestimmten Drehzahl sind die Ventilfedern nicht mehr in der Lage, die notwendige Kraft für eine solche Bewegung aufzubringen. Im Extremfall berührt der Kolben das nicht rechtzeitig schließende Ventil und verursacht dabei einen schweren Motorschaden. Motoren mit desmodromischer Ventilsteuerung sind besser gegen Ventilflattern gerüstet.

## Anwendung bei anderen Maschinenarten
Ventilflattern kann nicht nur in Viertakt‑Verbrennungsmotoren auftreten, sondern auch bei anderen Systemen mit Ventilsteuerung, z. B. in Druckluft- oder Dampfregelventilen. Dort führt instationärer Strömungsdruck häufig zu hochfrequenten Schwingungen oder „Flutter“ der Ventilscheibe, was wiederum zu erhöhtem Verschleiß oder Versagen des Ventils führen kann.